# Chaetogonopteron guangxiense
Chaetogonopteron guangxiense är en tvåvingeart som beskrevs av Zhang, Yang och Kazuhiro Masunaga 2004. Chaetogonopteron guangxiense ingår i släktet Chaetogonopteron och familjen styltflugor. Inga underarter finns listade i Catalogue of Life.